# Simonton (Teksas)
Simonton je grad u američkoj saveznoj državi Teksas. Prema popisu stanovništva iz 2010. u njemu je živjelo 814 stanovnika.